# Pelagonema keiense
Pelagonema keiense is een rondwormensoort uit de familie van de Oncholaimidae.